# Gupi
Gupi (lat.: Poecilia reticulata, engl: Guppy), slatkovodna je riba iz porodice živorotki. Jedna je od najpopularnijih akvarijskih riba i omiljena među akvaristima početnicima zbog lakog održavanja i razmnožavanja.

## Izgled i osobine
Spolni dimorfizam kod gupija je vrlo izražen. Kao i kod većine živorotki, ženke su veće od mužjaka: odrasla ženka duga je oko 7 cm, a odrasli mužjak oko 4 cm. Divlji mužjaci imaju kratku, ali impresivno obojenu repnu peraju, dok su ženke obično sive i neugledne. Križanjima su dobiveni mužjaci s dugačkim perajama, pa čak i ženke obojenog repa.
Domovina gupija je Srednja i Južna Amerika, ali su uvezene i opstale su na svim kontinentima osim Antarktike. Iako su namjerno raširene da bi kontrolirale populaciju komaraca i širenje malarije, gupiji su se ubrzo razmnožili, te sada predstavljaju opasnost prvobitnim stanovnicima voda koje su naselili.

## U akvariju
Gupi se u europskim akvarijima gaji još od 1905. godine, kada je uvezen iz Brazila i Venecuele. Nisu zahtjevne po pitanju sastava i temperature vode, pa se brzo i lako prilagođavaju raznim akvarijskim uvjetima. Optimalna temperature kreće se od 22 do 25 °C, ali mogu podnijeti temperaturu i do 15 °C. Gupiji mogu podnijeti i veliki salinitet vode.
Miroljubiva je prema drugim vrstama i stoga podesna za društvene akvarije. Ne treba je držati s većim ribama kojima bi mogla postati plijen, niti s ribama koje vole grickati duge peraje, kao što su tetrazone. Mužjaci znaju biti agresivni jedni prema drugima, a često znaju biti naporni i za ženke, kojima se stalno udvaraju. Iz tog razloga preporučeno je držati jednog mužjaka na četiri ženke.

## Razmnožavanje
Gupiji su živorotke, što znači da ženke nose ikru u trbuhu sve do izlijeganja. Mužjaci se udvaraju ženkama treperenjem i širenjem peraja, a samo parenje je brzo i kratko. Ženke oplođenu ikru nose u sebi mjesec dana, a noseća ženka može se prepoznati po tamnom i širokom trbuhu. Mladunčad gupija rađa se u obliku sićušne loptice, koja pada na dno i tu se rasklupča, a zatim brzo juri prema površini kako bi svoj riblji mjehur napunili zrakom. Plastične mrijestilice koje se prodaju često nisu učinkovite, a zbog nedostatka prostora ženka često pretrpi šok i ugine. Odrasla ženka u jednom porođaju može dati od 20 do 60 mladih. Jednom oplođena ženka sačuvat će mužjakovu mliječ u svom tijelu i kasnije je iskoristiti za buduću oplodnju.